# Specularius impressithorax
Specularius impressithorax là một loài bọ cánh cứng trong họ Bruchidae. Loài này được Pic miêu tả khoa học năm 1932.

## Hình ảnh

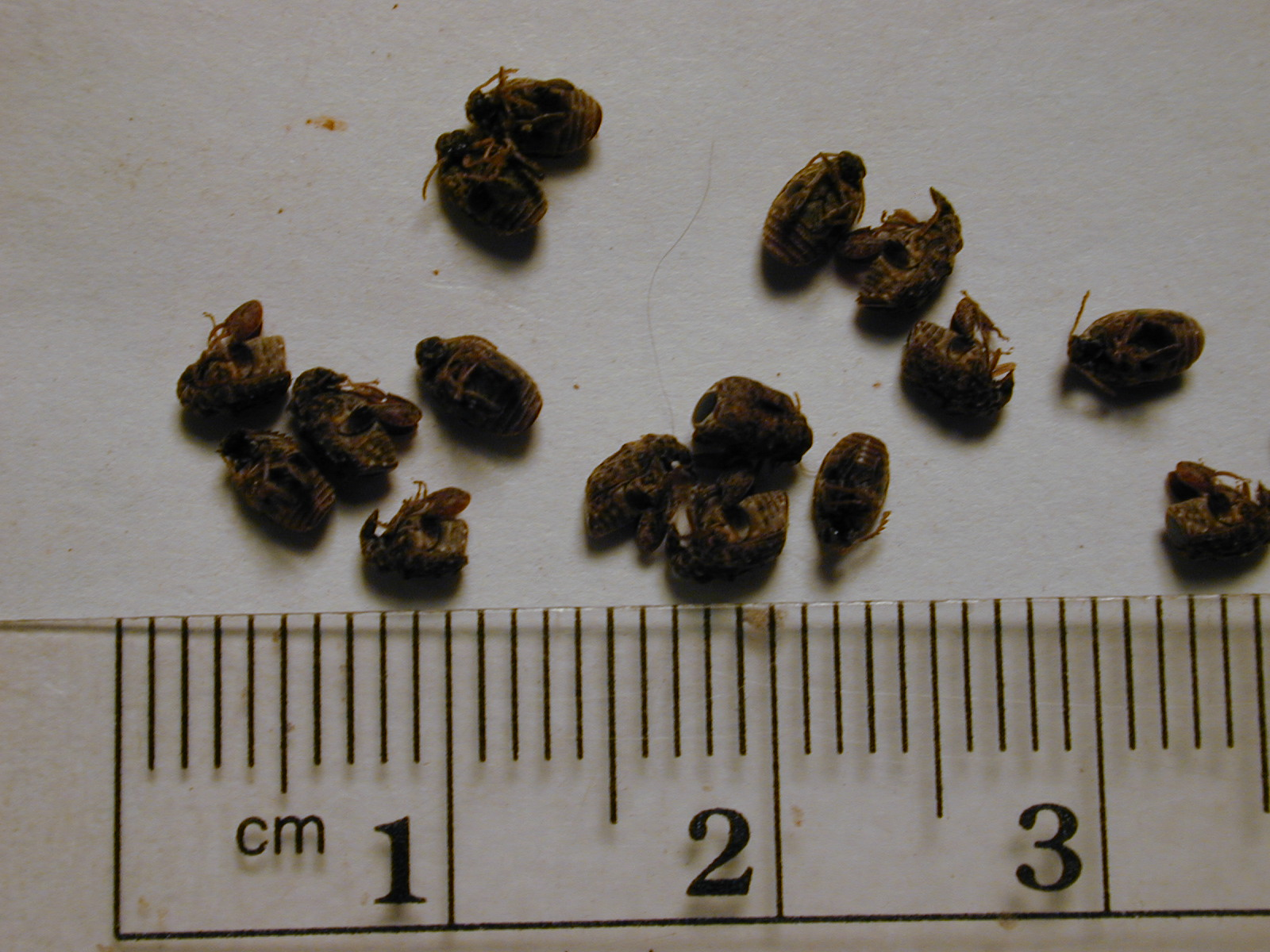
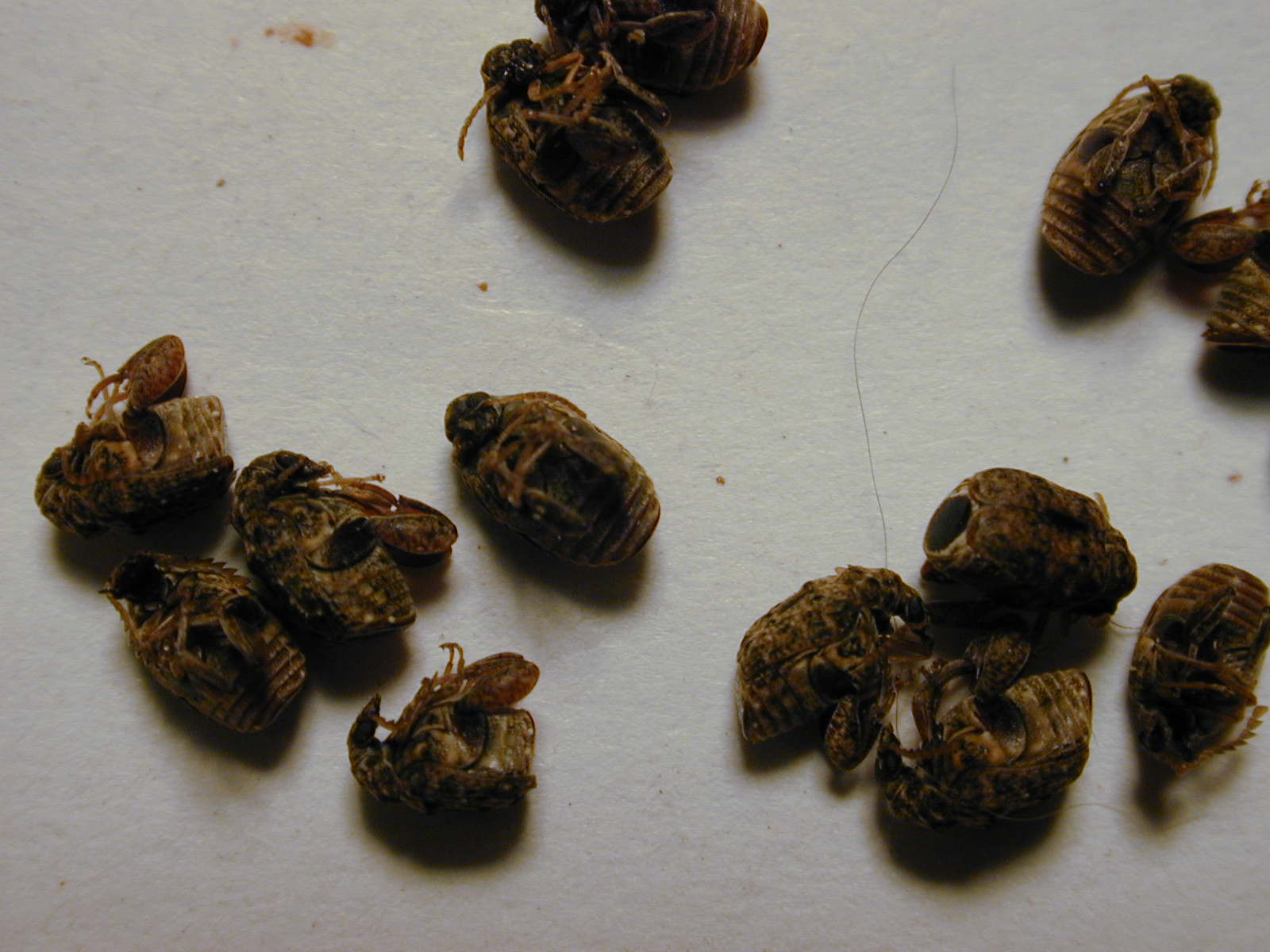
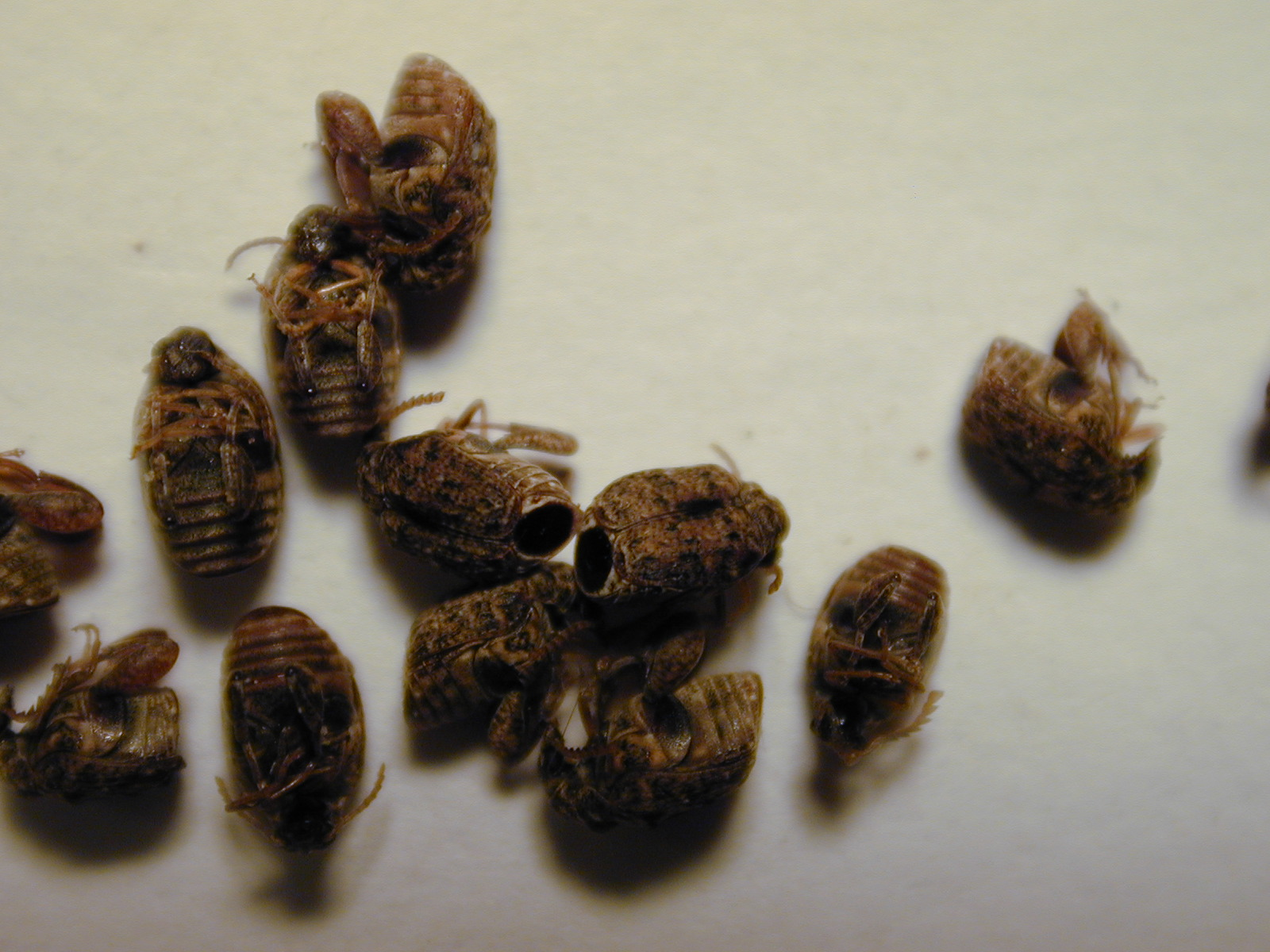
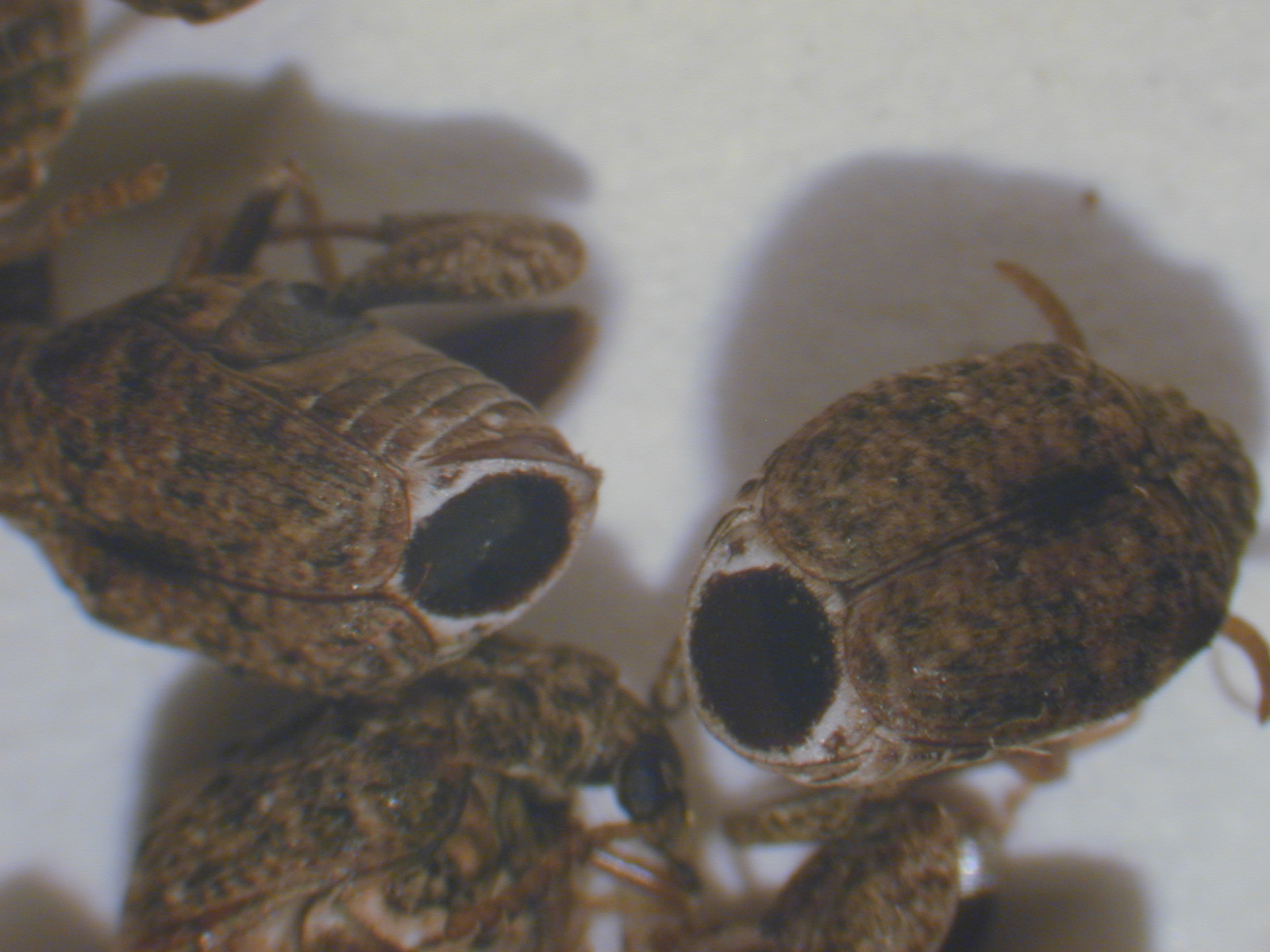